# マトリックス レザレクションズ
『マトリックス レザレクションズ』（原題: The Matrix Resurrections）は、ラナ・ウォシャウスキーが製作・監督・共同脚本を務める、2021年公開のアメリカのSFアクション映画。映画『マトリックス』シリーズの第4作目に当たり、キアヌ・リーブス、キャリー＝アン・モス、ジェイダ・ピンケット・スミス、ランベール・ウィルソンらが前作に引き続き出演する。本作はラナが両親の死の悲しみを紛らわせるために制作した単独作品で、続編の予定はない。
ヴィレッジ・ロードショー・ピクチャーズ、ヴィーナス・カスティナ・プロダクションズの共同製作であり、ワーナー・ブラザース・ピクチャーズから日本では2021年12月17日、北米では同年12月22日に劇場公開された。また、アメリカでは同日から1か月間、HBO Maxでデジタル配信された。

## あらすじ
機械達との戦いの果てに死亡したネオは、機械によって蘇生させられてから長い間マトリックスにつながれ、ネオとしての記憶を自作のゲームのストーリーだと思い込まされた上で、トーマス・A・アンダーソンとして生活させられていた。
トーマス・A・アンダーソンは時折現れる幻覚症状に悩まされ、サンフランシスコで精神科のアナリスト（セラピスト）から精神を安定させるための青いピルを大量に処方してもらいながら生活を送っていた。自身はゲーム会社のデウス・マキナ社に所属する世界的なゲームデザイナーで、今は「バイナリー」というゲームを開発しており、過去には「マトリックス」という3部作のゲームを大ヒットさせた。「マトリックス」3部作は主人公のネオが自らの命と引換えに人類を救い物語が完結していたものの、親会社のワーナー・ブラザーズ社から圧力を掛けられ、「マトリックス4」の制作を余儀なくされる。結果、同僚たちの会議は「リブート」や「リメイク」はない、もしかすると「マトリックス5」も作るかもしれないなどと大いに盛り上がる。しかし、完結したシリーズを再開すること自体にトーマス・A・アンダーソンは難色を示していた。
ある日、トーマス・A・アンダーソンは同僚とSIMULATTE（シミュラテ）というカフェに行き、入店して来たティファニーという子連れの女性に同僚が下心から声を掛けてトーマス・A・アンダーソンを紹介すると、ティファニーは再会を願った。
また別の日、同じカフェで再会して会話をすると、ティファニーには家族がおり子育て中で、ググってトーマス・A・アンダーソンがゲームデザイナーであることや独身であることを知っているとのこと。さらにティファニーは「マトリックス」のトリニティから影響を受けてバイクを乗り始めたなどと話すが、お互いに本当は誰のことか思い出せずにいた。
その後、トーマス・A・アンダーソンが再び職場で仕事をしていると、オンラインゲームのアップデートを恨んだ14歳の少年から犯罪予告が届き、同僚たちと揃って勤務先のオフィスビルから脱出する必要が生じたが、所持するスマートフォンには何者かがオフィスビルの一角にあるトイレに向かうようにメッセージを送ってくる。指示通りトイレに向かうと「マトリックス」のキャラクターであるモーフィアスが立っており、赤いピルを見せてネオとして現実世界へ帰還するように迫り、さらには変形する鏡の中に手を入れて仲間に状況を伝えるが、トーマス・A・アンダーソンにとってネオは自身が開発した「マトリックス」というゲームのキャラクターであり、モーフィアスの要求は「自分が作ったゲームの世界に入ってネオになれ」と言っているようなもので、モーフィアスの実体化の件も含めて自身の幻覚症状の再発を疑うしかなかった。さらにトイレに警官隊が突撃して銃撃戦が始まり、命からがらオフィスに逃げるとエージェント・スミスまで銃撃戦に参加する事態となって、この状況が幻覚であるように願うとアナリストの施術室に居ることに気付く。アナリストが、施術を受けに来るまでの記憶について質問すると、トーマス・A・アンダーソンは記憶にないと言い、同僚からは自分がビルを飛び降りそうになったところを皆で引き止めたと聞かされたと説明した。同僚の話から、犯罪予告も銃撃戦もなかったことを推測できた。
ある日の夜、時折フラッシュバックして来るネオとしての記憶は自分自身のことかも知れないと思い、ビルの屋上から飛ぼうとすると、モーフィアスの仲間であるバックスに止められ、ビルの清掃員として働いていた時に、トーマス・A・アンダーソンがビルから落ちずに飛行するところを目撃してマトリックスに居ることに気付いたとの事実を伝えられる。続いてトーキョーの新幹線車内につながる扉へ案内され、車内のトイレから再度モーフィアスが居る部屋に案内される。モーフィアスはネオと最初に会った時の部屋を再現して多少なりとも安心させた上でトーマス・A・アンダーソンに対して再度説得を行い、赤いピルと青いピルを差し出して各々の効果を説明すると、トーマス・A・アンダーソンは今まで飲んでいた青いピルではなく、ネオとして赤いピルを服用することを決心する。その直後、アナリストが現れてネオを鏡に引き込もうとし、居場所を察知した敵が乱入して銃撃戦が起きる。部屋から急いで逃げたが新幹線も急襲されたため、敵の攻撃を回避して車両のトイレにあった小さな鏡に突入し、荒廃した現実世界の人工子宮で目覚めて起き上がると、突如として現れた見知らぬ機械に身体をサルベージされるとともに、自身と対になった向かい側にある人工子宮に未だマトリックスにつながれている状態のトリニティが居ることを目撃する。
救出されたネオは新たな人類の街、アイオに連れていかれ、かつての仲間であり街のトップであるナイオビと再会しこれまで何があったかを聞く。未だ人類がマトリックスに囚われている状況から平和の約束を反故にされたとネオは思っていたが実際は機械は約束を守り以前の戦いの後にはひと時の平和が訪れていた。しかし人類の解放を始めたことで人類から電力を得ていた機械達はエネルギー不足となりそれに反発する者が現れ機械同士の戦争が勃発する。新たな勢力が誕生すると予言者に警告されたナイオビはネオを救出したシベーベなど人間に協力的な機械達、シンシエントと共にアイオを築き上げる。
その後は、マトリックスに囚われて偽の記憶を植え付けられ、マトリックスにのみ存在する架空の家族との生活が手放せなくなったトリニティを現実に引き戻すため、ネオは仲間の支援を受けつつ、60年以上というブランクで生じた戦意喪失や能力低下のリハビリをしながら再び戦いに身を投じて行く。
そして、ネオがトリニティを救出する過程で、2人を遺体から蘇生させて高効率な発電機として利用した張本人でマトリックスの新しいアーキテクトでもあるアナリストが立ちふさがる。ネオの力を解析して生み出された機能、バレットタイムで動きを制限されたネオは太刀打ちできずやむを得ずアイオへ撤退する。アイオに到着するとクジャクと呼ばれるシンシエントが現れる。クジャクの正体はかつてネオが助けた少女サティであり彼女の協力を得てネオは再度トリニティ救出へ向かう。アナリストの力で再度窮地に陥るがマトリックスに縛られることを拒むスミスが現れ一時的に共闘しアナリストを撃退する。アナリストは町中のボットをスウォームモードにしてネオ達を襲わせるがトリニティが救世主としての能力に目覚め脱出に成功する。ネオとトリニティが救世主として覚醒した後は、アナリストへの復讐が成功してマトリックスの管理者権限を奪うことになる。そして、アナリストのマトリックス崩壊への懸念をよそに、ネオとトリニティは全人類のためにマトリックスをより幸福な世界へと改変するべく旅に出た。
その後、デウス・マキナ社の元同僚たちはというと、企画会議で映画もゲームも古いとして、「キャットリックス」という猫の動画シリーズ配信の構想を打ち立てるのであった。

## キャスト
※括弧内は日本語吹替。
- トーマス・A・アンダーソン / ネオ：キアヌ・リーブス（小山力也）
- ティファニー / トリニティー：キャリー＝アン・モス（日野由利加）
- モーフィアス：ヤーヤ・アブドゥル＝マティーン2世（諏訪部順一） - 前作まで演じたローレンス・フィッシュバーン（玄田哲章）は、過去のアーカイブ映像を用いての出演のみとなった。
- スミス：ジョナサン・グロフ（中村悠一） - 前作までは、ヒューゴ・ウィーヴィングが演じていた。
- ナイオビ：ジェイダ・ピンケット・スミス（本田貴子）
- メロヴィンジアン：ランベール・ウィルソン（江原正士[注釈 12]）
- バッグス：ジェシカ・ヘンウィック（内田真礼）
- アナリスト：ニール・パトリック・ハリス（津田健次郎）
- サティー：プリヤンカー・チョープラー・ジョナス（水樹奈々） - 前作では、タンビーア・K・アトウォルが演じていた。
- シェパード：マックス・リーメルト（小原雅人）
- ジュード・ギャラガー：アンドリュー・ルイス・コールドウェル（英語版）（間宮康弘）
- セコイア（シーク）：トビー・オンウメール（英語版）（小野大輔）
- レキシー：エレンディラ・イバラ（鷄冠井美智子）
- バーグ：ブライアン・J・スミス（武内駿輔）
- グウィン・デ・ビア：クリスティーナ・リッチ（柴咲コウ）
- チャド：チャド・スタエルスキ（山岸治雄）
- エコー：エレン・ホルマン
- フレイヤ：テルマ・ホプキンス（英語版）（羽鳥靖子）
- ブランドン：ジュリアン・グレイ（英語版）（平野潤也）
- ドニー：ゲイジ・チャット（望田ひまり）

その他日本語吹き替え：ニケライ・ファラナーゼ、江頭宏哉、早川毅、堀総士郎、森啓一朗、近松孝丞、反町有里、那村有香、内野孝聡、佐々木祐介、松川裕輝、槙野旦、阿部彬名、此島愛子
ダニエル・バーンハードは、エージェント・ジョンソンとして役を再演すると発表されていたが、最終的に出演シーンはカットされている。また、トム・ハーディがカメオ出演している。
テレビ初放送2022年9月24日 - WOWOW

## 製作

### 開発
マトリックス映画を製作している間、ウォシャウスキー姉妹は親しい協力者たちに、当時は『マトリックス レボリューションズ』以降のシリーズ作品を作るつもりはないと語っていた。2012年には、ウォシャウスキー姉妹がシリーズの追加2作品を企画しており、キアヌ・リーブスとネオ役の再演について話し合っていると報じられ、新作の噂がネット上で流れ始めた。2014年には、姉妹がワーナー・ブラザースにマトリックスの新3部作のストーリートリートメントを提出したという噂もあった。2015年2月、『ジュピター』のプロモーションのためのインタビューで、リリー・ウォシャウスキーは、スタジオがオリジナル作品よりも続編やリブート、改作にゴーサインを出すことを好むこの時代において、マトリックスへの復帰は「特に反発を覚えるアイデア」として、ラナ・ウォシャウスキーはリブートの可能性についての噂に触れ、何も聞いていないが、スタジオが自分たちの交代を検討しているのではないかと考えていると語った。
2017年3月、ハリウッド・リポーターは、ワーナー・ブラザースがフランチャイズの再始動の開発の初期段階にあり、ザック・ペンが執筆に向けて交渉中で、マイケル・B・ジョーダンを主演にすることに関心を持っていると報じた。この段階では、ウォシャウスキー姉妹は関与していなかったが、スタジオ側は彼らの支持を期待していた。リブートやリメイクの概念はペンによって否定され、すでに確立されたユニバースを舞台にしたストーリーのアイデアが模索され、若き日のモーフィアスを描いた前日譚（ぜんじつたん）の映画や、彼の子孫による続編の映画などが報じられた。2018年3月、ペンはフランチャイズのリバイバルに取り組んでいると述べ、エクスパンデッド・ユニバースの可能性を示唆した。ペンは2019年10月、ワーナー・ブラザースで2つのマトリックスプロジェクトのうちの1つに取り組んでおり、その仕事は計画中の映画とは別のものであることを明らかにした。

### プリプロダクション
2019年8月20日にワーナー・ブラザースから製作が正式に発表された。ラナ・ウォシャウスキーが単独で監督に復帰し、リーブスとモスの再出演が決定した。脚本は、『センス8』の最終シリーズを一緒に書いた、ウォシャウスキー、デイヴィッド・ミッチェル、アレクサンダー・ヘモンの3人が担当した。ウォシャウスキー姉妹は、ミッチェルの小説『クラウド・アトラス』の映画化作品でも監督を務めている。リリー・ウォシャウスキーは、ショウタイムのシリーズ『Work in Progress』の仕事をしているため、参加していないが、関係者に「オリジナルよりも良い」ストーリーを作ることを承認した。さらに彼女は、両親の死によって感情的になっていたことに加えて、「アーティストとしての自分を取り戻すために、学校に戻って絵を描いたりすることで、業界から離れる時間が必要だった」と語っている。同月、ジョン・トールが撮影監督として採用された。トールはこれまで、『クラウド・アトラス』、『ジュピター』、『センス8』でウォシャウスキー姉妹の撮影監督を務めていた。

### 撮影

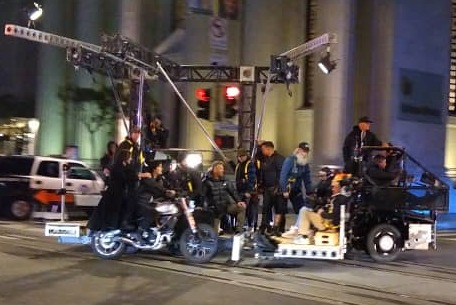
サンフランシスコでバイクシーンを撮影するキアヌ・リーブスとキャリー＝アン・モス

ワーキングタイトル『Project Ice Cream』のもと、2020年2月4日にサンフランシスコで製作を開始した。また、ドイツのバーベルスベルク・スタジオとシカゴでも撮影が行われた。
2020年3月16日、COVID-19パンデミックにより、映画の製作が中止された。2020年8月16日、キアヌ・リーブスがベルリンで撮影を再開したことを確認した。2020年11月11日、プリンシパルフォトグラフィーが終了した。

### マーケティング
2021年8月24日、タイトル『The Matrix: Resurrections』が明かされた。同日に開催されたシネマコンでのワーナー・ブラザースのパネルの一部として、ネオとトリニティの出会いを描いた予告編が上映された。

### 日本語吹替版
本作の日本語吹替版の収録は4日間のリハーサルを経た翌日に試写会を行い、後に2日間かけて録音というスケジュールであったため、結果として丸1週間かけて収録したことをネオ役の小山力也が明かしている。なお、本作の吹替台本は持出禁止であったという。
本シリーズの劇場公開版でランベール・ウィルソン演ずるメロヴィンジアンの吹き替えを務めていた中村秀利が死去しているため、前作までのフジテレビ放送版の吹き替えで同役を務めていた江原正士が後任となった。

## 公開
当初、2021年5月21日に全米公開される予定で、同じくキアヌ・リーブス主演の『ジョン・ウィック:コンセクエンス』と同時に公開される予定だった。しかし、COVID-19パンデミックの影響で公開が2022年4月1日まで延期されたが、2020年10月5日には約4か月前倒しして新たな全米公開日は2021年12月22日となった。さらに日本では世界最速の2021年12月17日の公開が予定されている。また、アメリカではストリーミングサービス「HBO Max」での1か月間の同時公開が予定されている。
中華人民共和国（中国）の検閲機関である中国共産党国家電影局は同国内での本作品上映を許可したことが2021年11月に報じられた。中国ではマトリックスシリーズの前3作はこれまで同国において上映許可が下りてこなかった経緯があるため、劇場公開が実現した場合、同シリーズで初めて同国にて上映された作品ということになる。
日本のパンフレットにおいてトランスジェンダーである監督に言及する際にデッドネーミングが行われている箇所が見受けられ、「2人がトランスジェンダーであることを示すのに、こうした名前や表記を使う必要はない」として一部で問題視された。実際に、ラナ・ウォシャウスキーは2012年のヒューマンライツキャンペーンのスピーチで、こうしたことの攻撃性についても触れている。

## 評価
Rotten Tomatoesによれば、354件の評論のうち高評価は63%にあたる222件で、平均点は10点満点中6.2点、批評家の一致した見解は「オリジナル作品のような斬新な技巧には欠けるが、『マトリックス レザレクションズ』はウィットとタイムリーな視点、そしてハートで本シリーズの世界を再創造している。」となっている。
Metacriticによれば、57件の評論のうち、高評価は33件、賛否混在は19件、低評価は5件で、平均点は100点満点中63点となっている。